# Madame Clémentine Stora en costume algérien
Madame Clémentine Stora en costume algérien – ou L'Algérienne – est un tableau réalisé en 1870 par le peintre français Auguste Renoir. De format vertical, cette huile sur toile est un portrait à mi-corps de Madame Nathan Stora, née Clémentine Valensi en 1851 à Alger. La jeune femme y figure assise devant une tenture, en costume traditionnel algérien, regardant vers le point de vue du spectateur. Don de Prentis Cobb Hale et son épouse en 1966, l'œuvre est conservée par les musées des Beaux-Arts de San Francisco au Legion of Honor, à San Francisco, en Californie, aux États-Unis.